# Drugi gabinet Malcolma Frasera
Drugi gabinet Malcolma Frasera – pięćdziesiąty drugi gabinet federalny Australii, urzędujący od 22 grudnia 1975 do 20 grudnia 1977. Był gabinetem koalicyjnym Liberalnej Partii Australii (LPA) i Narodowej Partii Wiejskiej (NCP). Od strony organizacyjnej wyróżniał się tym, iż po trzech latach przerwy przywrócono podział rządu federalnego na dwa szczeble - gabinet grupujący najważniejszych ministrów oraz grupę zwaną outer ministry, gdzie znaleźli się politycy niższej rangi, choć również noszący tytuły ministrów. 

## Okoliczności powstania i dymisji
Gabinet powstał po federalnych wyborach parlamentarnych z 13 grudnia 1975, w których Malcolm Fraser, będący przez poprzedni miesiąc tymczasowym premierem wskazanym przez gubernatora generalnego, uzyskał demokratyczny mandat do dalszego kierowania rządem, jako że partie koalicyjne zdobyły większość w Izbie Reprezentantów. Gabinet urzędował przez całą kadencję Izby, aż do przedterminowych wyborów przeprowadzonych 10 grudnia 1977. Koalicja ponownie odniosła w nich zwycięstwo, wobec czego Fraser mógł sformować swój trzeci gabinet.  

## Skład
| stanowisko                                                   | osoba                                              | partia | od               | do                |
| ------------------------------------------------------------ | -------------------------------------------------- | ------ | ---------------- | ----------------- |
| premier                                                      | Malcolm Fraser                                     | LPA    | 13 grudnia 1975  | 20 grudnia 1977   |
| wicepremier                                                  | Doug Anthony                                       | NCP    | 13 grudnia 1975  | 20 grudnia 1977   |
| minister zasobów naturalnych                                 | Doug Anthony                                       | NCP    | 13 grudnia 1975  | 20 grudnia 1977   |
| minister handlu zagranicznego                                | Doug Anthony                                       | NCP    | 13 grudnia 1975  | 20 grudnia 1977   |
| minister skarbu                                              | Phillip Lynch                                      | LPA    | 13 grudnia 1975  | 19 listopada 1977 |
| minister finansów                                            | Phillip Lynch                                      | LPA    | 7 grudnia 1976   | 19 listopada 1977 |
| minister przemysłu podstawowego                              | Ian Sinclair                                       | NCP    | 13 grudnia 1975  | 20 grudnia 1977   |
| minister służb administracyjnych                             | Reg Withers                                        | LPA    | 13 grudnia 1975  | 20 grudnia 1977   |
| wiceprzewodniczący Federalnej Rady Wykonawczej               | Reg Withers                                        | LPA    | 13 grudnia 1975  | 20 grudnia 1977   |
| minister środowiska, mieszkalnictwa i rozwoju społeczności   | Ivor Greenwood                                     | LPA    | 13 grudnia 1975  | 8 lipca 1976      |
| minister środowiska, mieszkalnictwa i rozwoju społeczności   | Od 8.07.1976 stanowisko przeniesione poza gabinet. |        |                  |                   |
| minister przemysłu i gospodarki                              | Bob Cotton                                         | LPA    | 13 grudnia 1975  | 20 grudnia 1977   |
| minister wspierający premiera w kwestiach służby cywilnej    | Tony Street                                        | LPA    | 13 grudnia 1975  | 20 grudnia 1977   |
| minister zatrudnienia                                        | Tony Street                                        | LPA    | 13 grudnia 1975  | 20 grudnia 1977   |
| minister transportu                                          | Peter Nixon                                        | NCP    | 13 grudnia 1975  | 20 grudnia 1977   |
| minister wspierający premiera w kwestiach federalnych        | John Carrick                                       | LPA    | 13 grudnia 1975  | 20 grudnia 1977   |
| minister edukacji                                            | John Carrick                                       | LPA    | 13 grudnia 1975  | 20 grudnia 1977   |
| minister spraw zagranicznych                                 | Andrew Peacock                                     | LPA    | 13 grudnia 1975  | 20 grudnia 1977   |
| minister obrony                                              | James Killen                                       | LPA    | 13 grudnia 1975  | 20 grudnia 1977   |
| minister zabezpieczenia społecznego                          | Margaret Guilfoyle                                 | LPA    | 8 lipca 1976     | 20 grudnia 1977   |
| minister wspierająca premiera w kwestiach opieki nad dziećmi | Margaret Guilfoyle                                 | LPA    | 8 lipca 1976     | 23 lipca 1976     |
| minister wspierający premiera w sprawach kobiet              | Tony Street                                        | LPA    | 16 sierpnia 1976 | 8 listopada 1976  |